# Theodor Obbarius
Friedrich August Theodor Obbarius (* 1817 in Frankenhausen; † 2. Mai 1855 in Wollin) war ein deutscher klassischer Philologe.

## Leben
Theodor Obbarius war der Sohn des Klassischen Philologen und Gymnasialprofessors Lobegott Samuel Obbarius (1788–1860). Nach dem Studium der Klassischen Philologie und der Promotion arbeitete er als Lehrer an einem privaten Lehrinstitut in Wollin, wo er früh starb.
Wie sein Vater beschäftigte sich Obbarius mit Textkritik und Erklärung des römischen Dichters Horaz. Er konzentrierte sich auf die Oden (carmina) des Dichters, die er 1837 in einer zweisprachigen Ausgabe (lateinisch-deutsch) und in einer kritischen lateinischen Ausgabe (1848) herausgab. Seinen Schulkommentar zu den Oden und Epoden gab sein Vater postum 1856 heraus.
Neben seiner Arbeit zu Horaz trat Obbarius auch durch erklärende, kritische Ausgaben des Prudentius (Tübingen 1845) und des Boëthius (Der Trost der Philosophie, Jena 1854) hervor. In seiner Ausgabe des Prudentius erkannte und bewies er als Erster, dass die Praefatio (Vorrede) zum ersten Buch eine Fälschung ist.